# Primera División (Argentinien) 1946
Die Primera División 1946 war die 16. Spielzeit der argentinischen Fußball-Liga Primera División. Begonnen hatte die Saison am 21. April 1946. Der letzte Spieltag war der 8. Dezember 1946. Als Aufsteiger kam CA Tigre aus der Primera B Nacional dazu. Der CA San Lorenzo de Almagro beendete die Saison als Meister wurde damit Nachfolger von River Plate. In die Primera B Nacional musste Ferro Carril Oeste absteigen.

## Abschlusstabelle
| Pl. | Verein                    | Sp. | S  | U  | N  | Tore    | Diff. | Punkte |
| --- | ------------------------- | --- | -- | -- | -- | ------- | ----- | ------ |
| 1.  | CA San Lorenzo de Almagro | 30  | 20 | 6  | 4  | 090:370 | +53   | 46     |
| 2.  | Boca Juniors              | 30  | 19 | 4  | 7  | 068:380 | +30   | 42     |
| 3.  | River Plate (M)           | 30  | 17 | 7  | 6  | 059:340 | +25   | 41     |
| 4.  | Racing Club               | 30  | 18 | 3  | 9  | 069:480 | +21   | 39     |
| 5.  | Estudiantes de La Plata   | 30  | 16 | 2  | 12 | 061:510 | +10   | 34     |
| 6.  | CA Independiente          | 30  | 13 | 8  | 9  | 056:530 | +3    | 34     |
| 7.  | CA Rosario Central        | 30  | 13 | 3  | 14 | 069:720 | −3    | 29     |
| 8.  | CA Platense               | 30  | 10 | 8  | 12 | 048:470 | +1    | 28     |
| 9.  | CA Huracán                | 30  | 12 | 4  | 14 | 057:680 | −11   | 28     |
| 10. | CA Newell’s Old Boys      | 30  | 10 | 7  | 13 | 051:440 | +7    | 27     |
| 11. | CA Vélez Sarsfield        | 30  | 11 | 4  | 15 | 052:620 | −10   | 26     |
| 12. | CA Lanús                  | 30  | 8  | 10 | 12 | 055:700 | −15   | 26     |
| 13. | Chacarita Juniors         | 30  | 11 | 2  | 17 | 052:620 | −10   | 24     |
| 14. | CA Tigre (N)              | 30  | 8  | 5  | 17 | 055:810 | −26   | 21     |
| 15. | Club Atlético Atlanta     | 30  | 7  | 6  | 17 | 051:820 | −31   | 20     |
| 16. | Ferro Carril Oeste        | 30  | 6  | 3  | 21 | 029:730 | −44   | 15     |

| (M) | Vorjahres-Meister                                    |
| (N) | Vorjahres-Aufsteiger aus der Primera B Nacional 1945 |

## Meistermannschaft
| CA San Lorenzo de Almagro | |
|                           | Francisco Antuña, Oscar Basso, Alberto Benegas, Mirko Blazina, Bartolomé Colombo, Francisco De la Mata, Armando Farro, Salvador Grecco, Mário Imbelloni, Fernando García Lorenzo, Rinaldo Martino, René Pontoni, Oscar Silva, José Vanzini, Ángel Zubieta Trainer: Pedro Omar |

## Torschützenliste
| Pl. | Nat.        | Spieler          | Verein             | Tore |
| --- | ----------- | ---------------- | ------------------ | ---- |
| 1   | Argentinien | Mario Boyé       | Boca Juniors       | 24   |
| 2   | Argentinien | Camilo Cervino   | CA Independiente   | 23   |
| 3   | Argentinien | Federico Geronis | CA Rosario Central | 22   |
| 4   | Argentinien | Rubén Bravo      | Racing Club        | 21   |
| 5   | Argentinien | René Pontoni     | CA San Lorenzo     | 20   |